# Laura Kurki
Laura Kurki (ur. 21 kwietnia 1994) – fińska pływaczka, specjalizująca się głównie w stylu dowolnym i motylkowym. 
Wicemistrzyni Europy na krótkim basenie z Chartres (2012) w sztafecie 4 x 50 m stylem dowolnym oraz brązowa medalistka w tej samej sztafecie.